# Bahiopsis tomentosa
Bahiopsis tomentosa là một loài thực vật có hoa trong họ Cúc. Loài này được (A.Gray) E.E.Schill. & Panero mô tả khoa học đầu tiên năm 2002.